# Újezd, Domažlice
Újezd là một làng thuộc huyện Domažlice, vùng Plzeňský, Cộng hòa Séc.